# 21 Savage
Шайа Бін Авраам-Джозеф (англ. Shayaa Bin Abraham-Joseph), відомий під псевдонімом 21 Севедж (англ. 21 Savage) — американський і британський репер. Народився в Лондоні, виріс в Атланті. Свою музичну кар’єру розпочав у 2013 році, випустивши три незалежні мікстейпи, які здобули регіональне визнання. Проривом став спільний мініальбом із продюсером Metro Boomin під назвою Savage Mode (2016), який посів 23 місце у чарті Billboard 200. Сингли — «X» (за участю Future) та «No Heart» — увійшли до топ-40 чарту Billboard Hot 100. Того ж року він здобув ще більше визнання завдяки участі в записі треку Дрейка «Sneakin». У січні 2017 року 21 Savage підписав контракт з лейблом Epic Records.
Дебютний студійний альбом Issa Album (2017) досяг другого місця в чарті Billboard 200, а його сингл Bank Account посів 12 місце в Hot 100. Того ж року він випустив спільний альбом Without Warning з Metro Boomin та репером Offset, а також з'явився записав разом з Post Malone «Rockstar», який очолив Billboard Hot 100 та був номінований на дві премії Греммі — Запис року та Найкраще виконання репу/співу.
Його другий альбом «i am > i was» (2018) став першим, що дебютував на першому місці Billboard 200. Один із треків альбому, «A Lot» (за участі J. Cole), здобув премію Греммі у категорії Найкраща реп-пісня.
У 2020 році він разом з Metro Boomin випустив продовження дебютного мініальбому — Savage Mode II, який також очолив Billboard 200, хіти «Runnin» та «Mr. Right Now» (за участі Дрейка) увійшли до топ-10 чарту.
У 2022 році він взяв участь у треку Дрейка «Jimmy Cooks», який став першим синглом 21 Savage, що дебютував на першому місці Billboard Hot 100. Пізніше вони випустили спільний альбом «Her Loss», який став третім проектом Savage, що очолив Billboard 200.
У 2024 році вийшов його третій сольний альбом «American Dream», який став його четвертим поспіль чарттопером і включав топ-10 хіти «Redrum» і «Née-Nah».

## Біографія
Народився 22 жовтня 1992 року на острові Домініка. Своє дитинство провів разом із чотирма братами та шістьма сестрами; один з братів згодом загинув під час перестрілки у ході невдалої угоди, пов'язаної з наркотиками. Виховувався матір'ю на ім'я Гезер, яка мала домініканське коріння. Навчаючись у сьомому класі, йому наклали безстрокову заборону на навчання у будь-якій школі Декальбського освітнього округу у зв'язку з володінням вогнепальною зброєю. Перед тим як потрапити до виховної колонії, навчався у різних школах Атланти.. Входив до складу банди та брав участь у чисельних злочинних діях. 2013 року, на свій 21-й день народження, під час спроби пограбування, у нього стріляли шість разів, а його найкращого друга застрелили.
3 лютого 2019 року агентством США з питань імміграції та митного контролю (ДВС) було заарештовано Шаю, чиновники заявили, що він є громадянином Великої Британії, який в'їхав до США в липні 2005 року, а потім незаконно поновив свою візу, коли термін її дії закінчився у липні 2006 року. Йому було висунуто обвинувачення 12 лютого і було звільнено наступного дня до очікування результатів прискореного слухання про депортацію. Слухання були спочатку призначені на 9 квітня, але згодом були перенесені на невизначений термін.

## Кар'єра
У листопаді 2014 року світ побачив його дебютний сингл «Picky», який згодом увійшов до складу його першого мікстейпу  «The Slaughter Tape» (15 травня 2016). 2 липня 2015 року вийшов міні-альбом «Free Guwop», створений у співпраці з  Sonny Digital. Міні-альбом вийшов як триб'ют та присвячений реперу Gucci Mane. 1 грудня 2015 світ побачив його другий мікстейп Slaughter King.
15 липня 2016 року 21 Севедж випустив міні-альбом Savage Mode, створений у співпраці з продюсером Metro Boominгом. Міні-альбом мав міжнародний успіх та посів 23 сходинку у чартах Billboard 200. 18 січня 2017 року стало відомо, що 21 Севедж підписав контракт з музичним лейблом Epic Records. Його дебютний альбом —  «ISSA» — посів другу сходинку у чартах Billboard 200. 31 жовтня 2017 року вийшов альбом  «Without Warning», створений у співпраці з репером Offset та продюсером Metro Boomin.

## Особисте життя
21 Севедж практикує ворожіння Іфа, яке зустрічається серед народів Нігерії. Між очима у нього набите татуювання у формі кинджала, зроблене на пам'ять за його мертвим братом, який мав схоже татуювання.
Зустрічається з моделлю Ембер Роуз.
15 лютого 2019 року 21 Севедж був затриманий на півдні Джорджії за крадіжку шляхом обману. Ця суперечка стосується концерту, який був організований у 2016 році, за який репер нібито прийняв плату в розмірі 17 000 доларів, щоб виступати на концерті, але не з’явився і не повернув гроші. Він був звільнений, до пізнішого засідання суду для вирішення звинувачення.

## Дискографія

### Мікстейпи
- The Slaughter Tape (2016)
- Slaughter King (2016)
- 21 Gang (2016)

### Спільні альбоми
- Savage Mode (з Metro Boomin) (2016)
- Without Warning (з Offset та Metro Boomin) (2017)
- Savage Mode II (з Metro Boomin) (2020)
- Her Loss (з Drake) (2022)

### Студійні альбоми
- Issa Album (2017)
- i am > i was (2018)
- American Dream (2024)

### Мініальбоми
- Spiral: From the Book of Saw Soundtrack (2021)